# Уголовно-правовой режим несовершеннолетних
Специфичные для российского права характеристики уголовно-правового режима несовершеннолетних рассматриваются в статье «Уголовно-правовой режим несовершеннолетних в России».
Уголовно-правовой режим несовершеннолетних (особенности уголовной ответственности несовершеннолетних, ювенальное уголовное право) — специфический уголовно-правовой режим, предусматривающий значительное смягчение репрессивных мер в отношении лиц подросткового возраста вследствие их психофизиологической и социальной незрелости, несформировавшейся у них системы социальных ориентиров, значительной подверженности влиянию со стороны взрослых преступников.
Представление о необходимости применения к юным преступникам иных мер воздействия, нежели ко взрослым, возникло ещё в XIX веке. Именно тогда было теоретически обосновано применение к несовершеннолетним, совершившим преступления, прежде всего воспитательных, а не карательных мер.
В настоящее время специальные уголовно-правовые режимы для лиц, не достигших возраста совершеннолетия, существуют практически во всех странах мира. Особенности ответственности несовершеннолетних развёрнуто характеризуются в актах уголовного законодательства, либо даже выделяются в специальную подотрасль уголовного права, регулирующуюся отдельными законами об уголовной ответственности несовершеннолетних.

## Уголовно-правовой режим несовершеннолетних в праве стран мира

### Законодательство об уголовной ответственности несовершеннолетних
В ряде стран нормы, характеризующие уголовно-правовой режим несовершеннолетних, выделяются в отдельную главу уголовного кодекса или иного акта уголовного законодательства. Это страны СНГ (кроме Молдовы), бывшие республики Югославии (кроме Сербии и Хорватии), Болгария, Венгрия, Вьетнам, Ирак, Латвия, Литва, Нидерланды, Румыния, Эфиопия.
В большинстве стран особенности уголовно-правового режима несовершеннолетних раскрываются в законодательных актах, закрепляющих основы правового статуса несовершеннолетних, либо в законах о профилактике правонарушений несовершеннолетних. Это страны Латинской Америки, Австрия, Англия, Андорра, Барбадос, Бахрейн, Бельгия, Германия, Египет, Израиль, Индия, Иордания, Испания, Йемен, Канада, Катар, Ливан, Лихтенштейн, Маврикий, Мали, Непал, ОАЭ, Португалия, Сент-Китс, Сент-Винсент и Гренадины, Сирия, Фиджи, Франция, Швейцария, Эстония, Япония.
Лишь в отдельных странах нормы об ответственности несовершеннолетних не выделяются в отдельную структурную единицу законодательства: Албания, КНР, Лаос, Монголия, Таиланд.

### Понятие несовершеннолетнего лица
В большинстве стран мира правовой режим несовершеннолетних лиц применяется к лицам, нижняя граница возраста которых совпадает с возрастом уголовной ответственности, а верхняя — с возрастом совершеннолетия (приобретения полной дееспособности), установленным законодательством. Так, в странах СНГ это лица в возрасте от 14 до 18 лет, во Франции и её бывших колониях — от 13 до 18 лет, в Японии — от 14 до 20 лет, в Испании — от 14 до 18 лет, в Швеции — от 15 лет до 21 года.
В ряде стран положения об уголовно-правовом режиме несовершеннолетних применяются также к лицам, которые достигли возраста совершеннолетия, но вследствие каких-либо обстоятельств имеют отставание в психофизиологическом развитии. В России в таких случаях распространение правового режима несовершеннолетних возможно на лиц в возрасте от 18 до 20 лет, в Испании — от 18 лет до 21 года.
В некоторых странах выделяется несколько категорий несовершеннолетних, каждая из которых имеет свой правовой режим. Так, в арабских государствах к лицам, совершившим преступления в возрасте от 7 до 15 лет, не могут быть применены карательные меры уголовной ответственности: применяются только меры защиты, профилактики, безопасности, исправления и воспитания. К несовершеннолетним в возрасте от 15 до 18 лет могут применяться уголовные наказания, за исключением наиболее строгих (пожизненное лишение свободы, смертная казнь), однако наказание смягчается и в некоторых случаях может заменяться воспитательными мерами.

### Составляющие правового режима
В зависимости от страны, могут выделяться следующие составляющие правового режима несовершеннолетних:
- особая система наказаний;
- сокращение максимальных сроков или размеров наказаний;
- особые правила назначения наказания, предусматривающие обязательное его смягчение и учёт дополнительных обстоятельств, таких как уровень психического развития;
- расширенные основания освобождения от уголовной ответственности и наказания;
- облегчённые формальные требования при условно-досрочном освобождении;
- уменьшенные сроки давности;
- смягчённый режим судимости или полный отказ от её учёта;
- возможность освобождения от наказания с применением принудительных мер воспитательного воздействия.

### Система наказаний несовершеннолетних
Во многих странах к несовершеннолетним применяются не все виды наказаний, предусмотренных уголовным законодательством. Таким образом, наказания несовершеннолетних образуют особую, отдельную систему. В Болгарии, Румынии, Туркменистане к несовершеннолетним могут применяться лишь 3 вида наказаний, в Азербайджане, Армении, Венгрии, Вьетнаме, Киргизии, Латвии, Литве, Узбекистане — 4, в Таджикистане, Украине — 5, в Белоруссии, Казахстане, России — 6, в Грузии — 7 видов.
В числе наиболее общих видов наказаний, применяемых к несовершеннолетним, входят штраф и лишение свободы на определённый срок. Однако им могут назначаться и такие наказания, как общественное порицание или предупреждение (Болгария, Вьетнам, Швейцария); общественные работы (Азербайджан, Армения, Белоруссия, Венгрия, Грузия, Казахстан, Латвия, Литва, Нидерланды, Россия, Румыния, Украина, Швейцария); лишение права заниматься определённой деятельностью (Белоруссия, Болгария, Венгрия, Казахстан, Россия, Чехия); исправительные работы (Азербайджан, Белоруссия, Вьетнам, Грузия, Казахстан, Россия, Таджикистан, Туркменистан, Узбекистан, Украина); арест (Армения, Белоруссия, Грузия, Казахстан, Киргизия, Латвия, Литва, Таджикистан, Узбекистан, Украина).

#### Смертная казнь
Запрет на применение смертной казни к лицам моложе 18 лет установлен п. 2 ст. 6 Международного пакта о гражданских и политических правах 1966 года, а также п. «а» ст. 37 Конвенции ООН о правах ребёнка. В результате практически все страны мира, где смертная казнь остаётся в перечне видов наказаний, не допускают её применения к несовершеннолетним. Сохранилась возможность применения данного наказания к несовершеннолетним лишь в Демократической Республике Конго, Иране, Нигерии, Пакистане, Саудовской Аравии и Судане. В некоторых государствах запрет применения смертной казни к несовершеннолетним введён относительно недавно (Йемен — 1994 год, КНР — 1997 год, США — 2005 год). В Нигерии смертная казнь может применяться к лицам, совершившим убийство в несовершеннолетнем возрасте, если на момент вынесения приговора, по мнению суда, они достигли 17-летнего возраста.

#### Пожизненное лишение свободы
П. «а» ст. 37 Конвенции ООН о правах ребёнка запрещает применение пожизненного лишения свободы без возможности освобождения. Резолюция XVII международного конгресса по уголовному праву содержит призыв исключить применение данного наказания к несовершеннолетним в любой форме.
В большинстве государств применение данного наказания к лицам моложе 18 лет не допускается уголовным законодательством (Азербайджан, Армения, Белоруссия, Грузия, Казахстан, Молдова, Польша, Россия, Румыния, Турция, Украина, Финляндия, арабские страны). В некоторых странах установлен повышенный возрастной порог для применения данного наказания: 20 лет (Австрия, Болгария, Венгрия) или 21 год (Македония, Республика Сербская). В Италии применение к несовершеннолетним пожизненного лишения свободы признано неконституционным.
В некоторых государствах применение пожизненного лишения свободы к несовершеннолетним не запрещено и такие наказания реально назначаются (США, Великобритания, Сьерра-Леоне, ЮАР).

#### Лишение свободы на определённый срок
Как один из основных видов уголовных наказаний, лишение свободы может применяться к несовершеннолетним практически во всех государствах. Лишь в некоторых странах применение лишения свободы к несовершеннолетним рассматривается как исключительная мера (Македония, Швеция).
Международное право не ограничивает применение лишения свободы к несовершеннолетним. Резолюция XVII международного конгресса по уголовному праву содержит призыв исключить применение к несовершеннолетним лишения свободы на срок свыше 15 лет. В то же время, большинство национальных правовых систем содержит положения, направленные на сокращение максимального срока лишения свободы, применяемого в отношении несовершеннолетних.
Так, законодательство большинства стран СНГ, бывших республик Югославии, Болгарии и Йемена запрещает назначение несовершеннолетним наказания в виде лишения свободы на срок более 10 лет. В Казахстане и Финляндии максимальный срок лишения свободы для данной категории осуждённых составляет 12 лет, в Венгрии, Ираке, Киргизии, Латвии, Молдове, Румынии, Туркменистане, Украине — 15 лет, в Мавритании и Франции — 20 лет. Во Вьетнаме для лиц, которые совершили преступление в возрасте от 16 до 18 лет он составляет 18 лет, в возрасте от 14 до 16 лет — 12 лет.
Часто несовершеннолетним может быть предоставлена отсрочка исполнения данного наказания, а также возможность замены его иными мерами исправительного характера.
Как правило, несовершеннолетние отбывают наказание в виде лишения свободы отдельно от взрослых осуждённых. Для несовершеннолетних также могут создаваться специальные исправительные учреждения (воспитательные колонии — страны СНГ, учреждения для молодых преступников — Англия).

#### Штраф
Назначение несовершеннолетним наказания в виде штрафа в законодательстве некоторых государств (страны СНГ, Венгрия, Вьетнам, Латвия, Литва, Эфиопия) связывается с наличием у несовершеннолетнего собственных источников дохода или имущества, на которое может быть обращено взыскание.
УК Киргизии предусматривает возможность применения к несовершеннолетним специфического вида наказания имущественного характера («тройной айып»). Данный вид наказания представляет собой разновидность штрафа, размер которого зависит от причинённого преступлением ущерба; две трети его взыскиваются в пользу потерпевшего, одна треть — в пользу государства.

#### Телесные наказания
Международное право не запрещает применения телесных наказаний к несовершеннолетним. Минимальные стандартные правила ООН, касающиеся отправления правосудия в отношении несовершеннолетних 1985 года (Пекинские правила), запрещающие применение данного наказания, носят лишь рекомендательный характер.
Тем не менее, данный вид наказания может применяться к несовершеннолетним лишь в отдельных государствах (Зимбабве, Катар, Судан). В Катаре они применяются лишь к лицам мужского пола в возрасте от 17 до 20 лет как альтернатива лишению свободы. В Зимбабве их применение признавалось неконституционным в 1989 году, однако поправка к конституции 1992 года вновь разрешила их применение.

### Назначение наказания
В законодательстве значительного числе государств (Албания, Алжир, Болгария, Гвинея, Египет, Иордания, Италия, Йемен, Камбоджа, КНР, Кувейт, Ливан, Мавритания, Мадагаскар, Мальта, Марокко, Литва, Непал, Оман, Польша, Сан-Марино, Сирия, Таиланд, Тунис, Турция, Филиппины, Франция, Чили) предусматривается необходимость обязательного смягчения наказания несовершеннолетним преступникам.
В Албании срок наказания для лиц в возрасте до 18 лет уменьшается наполовину. УК КНР предусматривает обязательное смягчение наказания, либо назначение наказания ниже низшего предела санкции статьи особенной части для лиц в возрасте от 14 до 18 лет. УК Литвы предусматривает снижение наполовину минимального предела санкции статьи особенной части при назначении наказания несовершеннолетнему.
Подробно регламентируется снижение наказания несовершеннолетним в законодательстве арабских государств. Так, по законодательству Ливана мера наказания несовершеннолетним преступникам уменьшается вдвое. Кроме того, вместо смертной казни и пожизненного лишения свободы применяется лишение свободы на срок от 5 до 15 лет; вместо каторжных работ и лишения свободы на определённый срок назначается лишение свободы на срок от 3 до 7 лет, а по менее тяжким преступлениям — на срок от 1 года до 3 лет.
В законодательстве некоторых стран (Вьетнам, Дания, Куба, Швеция) предусмотрена возможность смягчения наказания несовершеннолетним, однако применение такого смягчения остаётся на усмотрение суда.

### Освобождение от уголовной ответственности и наказания
В законодательстве многих стран мира предусмотрены специальные основания освобождения от уголовной ответственности и наказания, применимые к несовершеннолетним. Законодательство Болгарии, Киргизии, Литвы, Украины содержит дополнительные основания освобождения от уголовной ответственности; Албании, Казахстана, Кувейта, Польши, России, Туркменистана — от наказания; Армении, Белоруссии, Грузии, Молдовы, Таджикистана, Узбекистана — и от ответственности, и от наказания.
В основе применения таких мер лежит представление о возможности исправления несовершеннолетнего без применения мер уголовной ответственности или наказания. Обычно вопрос о наличии такой возможности решается судом, однако в отдельных государствах (Болгария, Дания, Нидерланды) применение освобождения от уголовной ответственности может быть осуществлено и прокурором. Так, в Польше в отношении лиц, совершивших преступление в возрасте от 17 до 18 лет, вместо наказания судом могут быть применены меры воспитания, лечения или исправления; соответствующее решение обосновывается анализом обстоятельств дела, уровнем психофизиологического развития виновного лица, характеристиками его личности.
Освобождение может ставиться в зависимость от общественной опасности преступления; как правило, могут быть освобождены лица, совершившие преступления, не имеющее тяжкого характера. В Азербайджане, Армении, Казахстане, Киргизии это несовершеннолетние лица, совершившие впервые преступления небольшой и средней тяжести; в Белоруссии — совершившие впервые преступление, не представляющее большой общественной опасности; в Литве — совершившие впервые неосторожное преступление или умышленное преступление небольшой и средней тяжести. В России освобождение возможно и при совершении тяжкого преступления, однако в данном случае лицо должно быть направлено в специальное учебно-воспитательное учреждение закрытого типа.
Законодательство стран СНГ, Болгарии, Вьетнама, Литвы, Латвии, Польши предусматривает возможность освобождения от наказания, связанного с применением принудительных мер воспитательного воздействия.
Страны англо-американской правовой семьи, а также некоторые другие государства (Никарагуа, Польша, Румыния, Турция, Филиппины, Франция, Чили, Эстония) допускают освобождение несовершеннолетних от наказания, если в силу недостатков в психическом развитии они не в достаточной мере осознавали характер и общественную опасность преступления; в этом случае также возможно применение воспитательных мер.

#### Условно-досрочное освобождение от наказания
К несовершеннолетним могут применяться смягчённые основания условно-досрочного освобождения от наказания (страны СНГ, республики бывшей Югославии, Англия, Болгария, Венгрия, Ирак, Латвия, Литва, Румыния, Швейцария). Как правило, снижается срок наказания, отбытие которого требуется для предоставления возможности освобождения. Так, по уголовному законодательству стран СНГ для освобождения от наказания требуется отбытие:
- 1/3 наказания за преступление небольшой или средней тяжести;
- 1/2 наказания за тяжкое преступление;
- 2/3 наказания за особо тяжкое преступление.

УК РФ допускает условно-досрочное освобождение несовершеннолетних, совершивших преступление небольшой, средней тяжести или тяжкое преступление, после отбытия 1/3 наказания.

### Принудительные меры воспитательного воздействия
Институт принудительных мер воспитательного воздействия присутствует в уголовном законодательстве стран СНГ и Балтии, бывших республик Югославии, Албании, Болгарии, Венгрии, Вьетнама, Кирибати, Нидерландов, Румынии, Филиппин, Швеции, Эфиопии. В специальных законах о статусе несовершеннолетних данные меры регламентируется в Германии, Египте, Испании, Кении, Кувейте, Мали, Португалии, Франции, Швейцарии. И в специальном, и в уголовном законодательстве они предусмотрены в Болгарии, Сербии и Эстонии.
По своему юридическому характеру данные меры трактуются неоднозначно. Обычно они выступают одной из форм реализации уголовной ответственности, помимо наказания, однако в некоторых странах (страны СНГ, кроме Казахстана, Литва) они выступают также альтернативой уголовной ответственности: законодательство этих государств допускает освобождение от уголовной ответственности с применением принудительных мер воспитательного воздействия. Законодательство ряда государств предусматривает применение этих мер вместо наказания для определённых возрастных категорий преступников.
Законодательством стран мира могут предусматриваться такие меры воспитательного воздействия, как предупреждение или выговор; передача под надзор родителей или лиц, их заменяющих, либо соответствующего государственного органа; наложение обязанности возместить ущерб, причинённый преступлением, или иным образом загладить причиненный вред; наложение ограничений, связанных с проведением досуга, или установление иных требований к поведению несовершеннолетнего; передача в семью, подходящую для воспитания; помещение в режим помощи; общественные работы; возложение обязанности извиниться перед потерпевшим (публично или в иной форме на усмотрение суда); помещение в учебно-воспитательное учреждение. Часть данных мер имеет лишь формальные отличия от уголовных наказаний (например, общественные работы).